# Max Riemelt
Max Riemelt (Berlim, 7 de janeiro de 1984) é um ator alemão mais conhecido pelo seu papel como Wolfgang Bogdanow na série de televisão Sense8 da Netflix.

## Biografia
Filho de pais artistas gráficos, Riemelt começou a sua carreira aos 13 anos "por coincidência, porque" ele "realmente não tinha pensado em me envolver com atuação e não pertencia a nenhum grupo de teatro na escola." Ele decidiu desde o início que não estava interessado: "Tenho uma aversão a escolas de teatro, pois seus métodos parecem suspeitos para mim, a maneira como eles tratam as pessoas às vezes é desumano, eles constroem as pessoas e depois quebram-nas. Algumas pessoas podem... lidar com isso, mas não quero correr o risco que isso aconteça."
Ele explica que se sente "muito mais feliz na frente de uma câmera do que atuar em um palco. Sou minimalista, até onde conheço a minha abordagem para atuação" e prefere trabalhar no cinema, embora esteja "preparado para trabalhar para a televisão se for um projeto interessante, tiver um bom roteiro e os personagens forem bons." Da mesma forma, ele recebe a chance de vez em quando para atuar em filmes de estudantes "porque me dá a oportunidade de experimentar as coisas e trazer minhas próprias ideias e muitas vezes criar personagens completamente diferentes dos que tinham originalmente planejado".
Participou de todos os filmes de Dennis Gansel, começando com Mädchen, Mädchen.

## Filmografia

### Cinema
| Ano  | Título                                              | Papel                      | Nota |
| ---- | --------------------------------------------------- | -------------------------- | ---- |
| 2000 | Der Bär ist los                                     | Tom                        |      |
| 2001 | Mädchen Mädchen!                                    | Flin                       |      |
| 2004 | Mädchen Mädchen 2                                   | Flin                       |      |
| 2004 | Napola – Elite für den Führer                       | Friedrich Weimer           |      |
| 2005 | Hallesche Kometen                                   | Ingo                       |      |
| 2006 | Der rote Kakadu                                     | Siggi                      |      |
| 2007 | GG 19 - Eine Reise durch Deutschland in 19 Artikeln | Edgar, Polizist, Art. 2+10 |      |
| 2007 | Mörderischer Frieden                                | Charly                     |      |
| 2008 | Up! Up! To the Sky                                  | Arnold                     |      |
| 2008 | Die Welle                                           | Marco                      |      |
| 2008 | Lauf um Dein Leben - Vom Junkie zum Ironman         | Andreas Niedrig            |      |
| 2008 | Tausend Ozeane                                      | Meikel                     |      |
| 2009 | 13 Semester                                         | Momo                       |      |
| 2010 | Wir sind die Nacht                                  | Tom                        |      |
| 2011 | Tage die bleiben                                    | Lars                       |      |
| 2011 | Urban Explorer                                      | Kris                       |      |
| 2011 | Playoff                                             | Thomas                     |      |
| 2012 | Die vierte Macht                                    | Dima                       |      |
| 2012 | Heiter bis wolkig                                   | Tim                        |      |
| 2012 | El amigo alemán                                     | Friedrich Burg             |      |
| 2012 | Du hast es versprochen                              | Marcus                     |      |
| 2013 | Freier Fall                                         | Kay Engel                  |      |
| 2014 | Freistatt                                           | Krapp                      |      |
| 2017 | Berlin Syndrome                                     | Andi                       |      |
| 2021 | Matrix Resurrections                                | Sheperd                    |      |

### Televisão

#### Série
| Ano  | Título                                   | Papel                        |
| ---- | ---------------------------------------- | ---------------------------- |
| 1998 | Zwei allein                              | Max                          |
| 2002 | Alphateam - Die Lebensretter im OP       | Timo                         |
| 2003 | Wolffs Revier Harald Bernhard            |                              |
| 2003 | Alarm für Cobra 11 - Die Autobahnpolizei | Marcel Freese                |
| 2003 | In aller Freundschaft                    | Mirco Venske                 |
| 2003 | Balko                                    | Ingo Grabowski               |
| 2006 | Der Kriminalist                          | Michael Büssig               |
| 2006 | Im Angesicht des Verbrechens             | Marek Gorsky                 |
| 2011 | Der Staatsanwalt                         | Markus Pohl                  |
| 2013 | Der letzte Bulle                         | Dennis Paschmann             |
| 2015 | Sense8                                   | Wolfgang / Wolfgang Bogdanow |

#### Telefilme
| Ano  | Título                                             | Papel                      |
| ---- | -------------------------------------------------- | -------------------------- |
| 1997 | Eine Familie zum                                   | Küssen                     |
| 1999 | Ein Weihnachtsmärchen - Wenn alle Herzen schmelzen | Lukas                      |
| 2000 | Brennendes Schweigen                               | Schappi                    |
| 2001 | Mein Vater und andere Betrüger                     | Robertino                  |
| 2003 | Lottoschein ins Glück                              | Björn Michels              |
| 2005 | Nachtasyl                                          | Aljoscha                   |
| 2006 | Der Untergang der Pamir                            | Carl-Friedrich von Krempin |
| 2007 | An die Grenze                                      | Gefreiter Kerner           |
| 2011 | Schandmal - Der Tote im Berg                       | Thomas Hafner              |
| 2012 | Auslandseinsatz                                    | Daniel Gerber              |
| 2013 | Blutgeld                                           | Ralf Seifert               |
| 2013 | Der zweite Mann                                    | Adrian Davids              |
| 2014 | Elly Beinhorn - Alleinflug                         | Bernd Rosemeyer            |

## Prêmios
- 2004: Melhor ator por Napola (Festival Internacional de Karlovy Vary)[4]
- 2006: Melhor Ator Jovem por Der Rote Kakadu (Bavarian Film Awards)